# Agatha van der Mijn

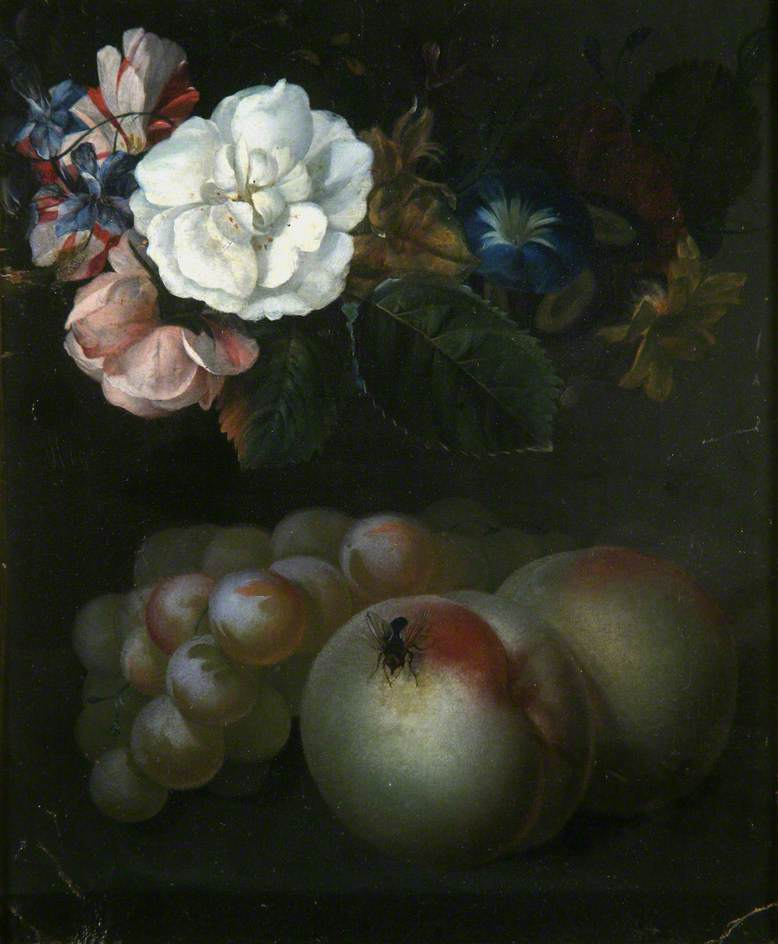
Fruit- en bloemstilleven

Agatha van der Mijn of van der Myn (gedoopt 13 mei 1700 - na 1768 of na 1776), was een 18e-eeuwse kunstschilder uit Noord-Nederland. Zij was actief in Londen. Zij schilderde stillevens met bloemen, wild en gevogelte.

## Biografie
Agatha was een dochter van Andries Heerens van der Mijn (1645-1708) en Trijntje Hedricks (ca. 1658-na 1727). Haar vader was timmerman en proponent.
Agatha was de jongere zus van de kunstschilder Herman van der Mijn en leerde net als de dochter van Herman - Cornelia van der Mijn - waarschijnlijk van hem hoe zij bloemen kon schilderen. De dichter Willem van Swaanenburg (1678 - 1728) publiceerde in 1724 een dichtbundel "Parnas" met daarin een gedicht ter ere van haar 18e verjaardag waarin hij zijn onsterfelijke liefde voor haar beleed, haar kunst zeer roemt en waarin hij haar "Toveres, Godin der Schilder-bloemen" noemt.  
Het denkbaar dat jonge Agatha haar broer vergezelde toen hij met zijn gezin en zijn leerlinge Jacoba Maria van Nickelen in 1712-1713 meenam naar Düsseldorf om te gaan werken voor Johann Wilhelm van de Palts. Ook de bloemenschilder Rachel Ruysch was in de jaren 1712-1716 in Düsseldorf actief. De kunstwerken van Agatha van der Mijn, Jacoba van Nickelen en Cornelia van der Mijn hebben een vergelijkbare stijl. 
In 1722 verhuisde Herman van der Mijn met zijn gezin en met Agatha naar Londen. Herman stierf in 1741, een jaar nadat zijn zoon Robert in 1740 bij Marylebone tijdens het schaatsen door het ijs was gezakt.
In 1808 schreef Edward Edwards het volgende in een stuk over haar neef, Hermans zoon Frank: "Naast Frank waren er nog twee andere kunstenaars met dezelfde naam, R. en A. Vandermine, die beiden familie waren van de eerste. Een van hen schilderde voor winkels. Een van deze kunstenaars maakte kleine schilderijtjes van een oude man in een losse jas, die een zak met geld vastklemt. De vrouw van een van hen was ook kunstschilder: Ze schilderde fruit en bloemen. Ze exposeerden hun werk allemaal in de zalen van de Society of Artists of Great Britain aan de Strand, in de jaren 1761 en 1762."
Door de geringe stijlverschillen tussen het werk van de familieleden, en omdat niet alles gesigneerd is, is het toeschrijven van werk aan Agatha van der Mijn niet eenvoudig.